# Deborah Kooperman
Deborah Kooperman (New York, 1944) è una chitarrista e cantante statunitense.

## Biografia
Nacque da una famiglia di contadini nello stato di New York. Durante l'infanzia conobbe artisti come Woody Guthrie, Cisco Houston e Pete Seeger, amici di famiglia, e iniziò ben presto a studiare musica e pianoforte.
A 17 anni, negli anni sessanta, ispirata da un concerto dell'allora sconosciuta Joan Baez si trasferì a Greenwich Village, dove iniziò a suonare nei locali newyorkesi, incontrando tra gli altri Bob Dylan, Richie Havens, José Feliciano e John Sebastian. Iniziò a suonare nel trio femminile The Wee'uns, ma decise di dedicarsi allo studio della musica all'Università.
Nel 1968 con una borsa di studio arrivò all'Università di Bologna. Qui conobbe Francesco Guccini, con il quale suonò all'Osteria delle Dame. Dal 1969 al 1980 avrebbe collaborato a tutti i dischi di Guccini, suonando la chitarra, essendo specialista del fingerstyle, e il banjo.
Nel 1971 seguì in tour Lucio Dalla e Ron, allora noto con il suo vero nome Rosalino Cellamare; sempre nello stesso anno suonò nell'album Vivendo cantando di Michele.
Negli anni settanta ha collaborato anche con l'amica cantautrice bolognese Paola Contavalli, del Canzoniere delle Lame ed è autrice di ...E tornò la primavera, brano che verrà inciso anche da Patty Pravo nel 1971 (e inserito nell'album Di vero in fondo). Successivamente si è sposata a Bologna e poi con la famiglia si è trasferita a Villafranca di Verona dove ha aperto un negozio di strumenti musicali, "Notorius".
Nel 2006 ha pubblicato il terzo album: Yesterday... Tomorrow.

## Discografia
Album in studio
- 1977 - These Are My People (Fonit Cetra, LFI 3511)
- 1989 - The Last Dove (L'Alternativa, ALT 002)
- 2005 - Traditional American Song (Zelig)
- 2008 - Yesterday… Tomorrow (Idyllium Music)

Singoli
- 1969 - Settembre a Roma/...e tornò la primavera (Parlophone-EMI Italiana, 3C006-17276; pubblicato come Deborah)
- 1977 - House on the Hill/Thoughts About Sacco and Vanzetti (Fonit Cetra, SPD 689)